# Feu, Glace et Dynamite
Pour plus de détails, voir Fiche technique et Distribution.
Feu, Glace et Dynamite (Feuer, Eis & Dynamit) est un film allemand réalisé par Willy Bogner Jr. (en), sorti en 1990.

## Fiche technique
- Titre original : Feuer, Eis & Dynamit
- Titre français : Feu, Glace et Dynamite
- Réalisation : Willy Bogner Jr. (en)
- Scénario : Willy Bogner Jr. (en) et Tony Williamson
- Musique : Harold Faltermeyer
- Pays d'origine : Allemagne
- Format : Couleurs - 2,35:1
- Genre : action
- Date de sortie : 1990

## Distribution
- Roger Moore : Sir George
- Shari Belafonte : Serena
- Simon Shepherd : Alexander
- Uwe Ochsenknecht : Victor
- Geoffrey Moore : Dudley Winslow
- Siegfried Rauch : Larry
- Ursula Karven : Michelle
- Ysabelle Lacamp : Li-Fah
- Robby Naish : Robby
- Stefan Glowacz : Stefan
- Frank Wörndl : Bavarois
- Richard Cubison : Quatar
- Marjoe Gortner : Dan Selby
- Klaus Grünberg : un directeur
- Buzz Aldrin : Lui-même
- Dennis Conner : Lui-même
- Isaac Hayes : Lui-même
- Niki Lauda : Lui-même
- Tatjana Patitz : Elle-même
- Walter Röhrl :  Lui-même
- Keke Rosberg :  Lui-même
- Jennifer Rush : Elle-même